# Браше
Браше (фр. Brachay) насеље је и општина у североисточној Француској у региону Шампањ-Арден, у департману Горња Марна која припада префектури Сен Дизје.
По подацима из 2011. године у општини је живело 58 становника, а густина насељености је износила 7,84 становника/km². Општина се простире на површини од 7,4 km². Налази се на средњој надморској висини од 240 метара.

## Демографија
| 1962. | 1968. | 1975. | 1982. | 1990. | 1999. | 2011. |
| ----- | ----- | ----- | ----- | ----- | ----- | ----- |
| 129   | 152   | 130   | 77    | 74    | 62    | 58    |

График промене броја становника у току последњих година